# Die Brücke (Wilhelm Ostwald)

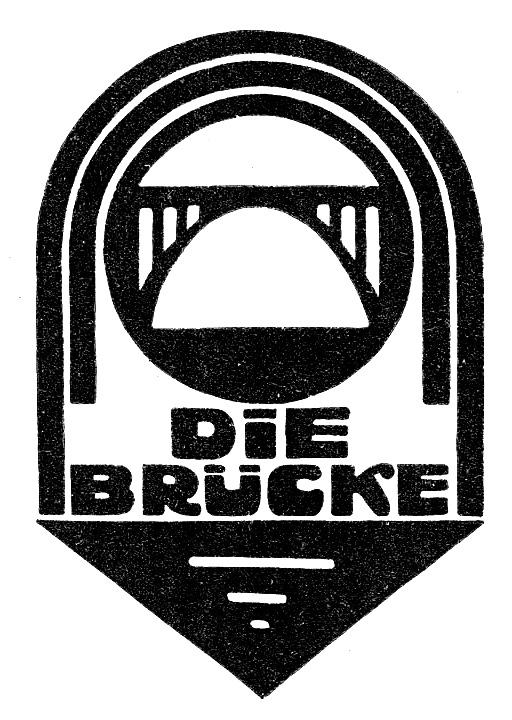
Das von Emil Pirchan gestaltete Signet der „Brücke“

Als Die Brücke (Internationales Institut zur Organisierung der geistigen Arbeit Die Brücke) bezeichnete sich eine 1911 von Karl Wilhelm Bührer und Adolf Saager gegründete Institution, die maßgeblich von dem Nobelpreisträger Wilhelm Ostwald unterstützt wurde. Die Brücke sollte praktische Maßnahmen einleiten, um Probleme der Internationalisierung der Wissenschaften theoretisch wie organisatorisch zu bewältigen. Dazu versicherte sich Ostwald der Mitarbeit berühmter Zeitgenossen wie William Mitchell Ramsay, Rudolf Diesel, Selma Lagerlöf, Marie Curie, Ernest Rutherford, J. W. S. Rayleigh oder Georg Kerschensteiner. Geplant war, ein Museum einzurichten, das „in sich alles übersichtlich vereinigen soll, was auf allen Gebieten menschlicher Tätigkeit geschaffen, ausgedacht  und ausgeprobt worden ist, um die geistige Arbeit zu fördern und zu erleichtern.“ Eingesetzt wurden unter anderem die Dewey-Dezimalklassifikation und Karteikarten. Bereits 1913 wurde Die Brücke jedoch wieder aufgelöst und liquidiert. Das ehrgeizige Projekt scheiterte unter anderem an seinem Vorsitzenden Karl Wilhelm Bührer, der sich in Nebensächlichkeiten verfing.